# Baïonnette (arme)
Pour les articles homonymes, voir Baïonnette.

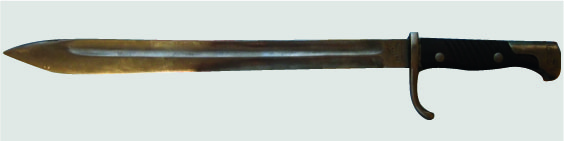
Baïonnette prussienne de la fin du XIXe siècle.

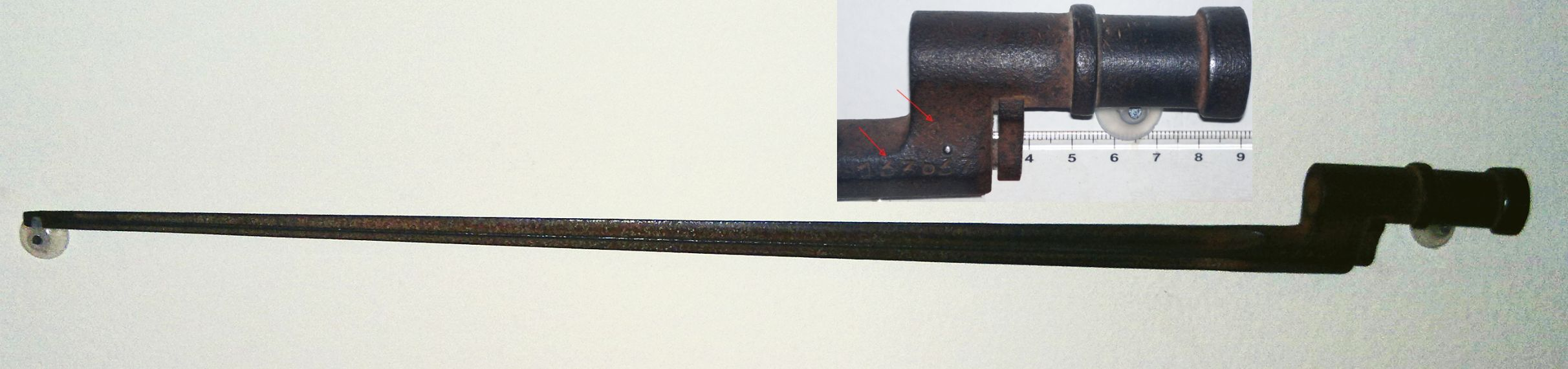
Baïonnette à douille du fusil Mosin-Nagant.

Une baïonnette est une arme blanche conçue pour s'adapter au canon d'un fusil ou d'une arme similaire et destinée au combat rapproché à la manière d'une lance. Elle fait ainsi du fusil à baïonnette une arme polyvalente, qui devient alors un hybride entre une arme à feu et une arme d'hast. Elle s'imposa dans les armées occidentales à partir du XVIIIe siècle remplaçant progressivement les piques puis les hallebardes qu'elle rendit obsolètes.

## Histoire

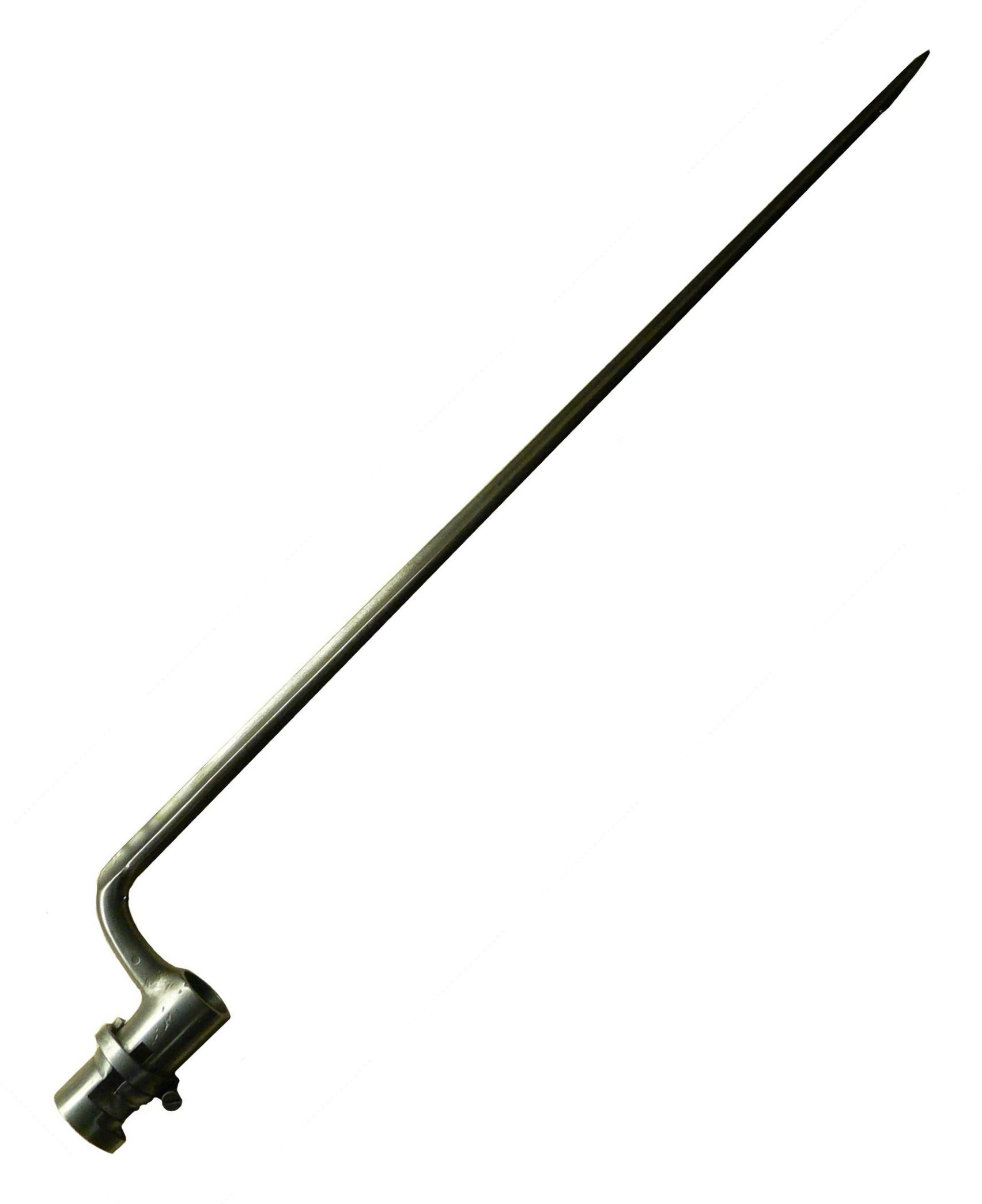
Baïonnette à douille, XIXe siècle.

Vue éclatée d'une baïonnette M6, utilisable sur le fusil M14 et le M1A, sa version civile. Le logement de fixation est visible sur la garde.

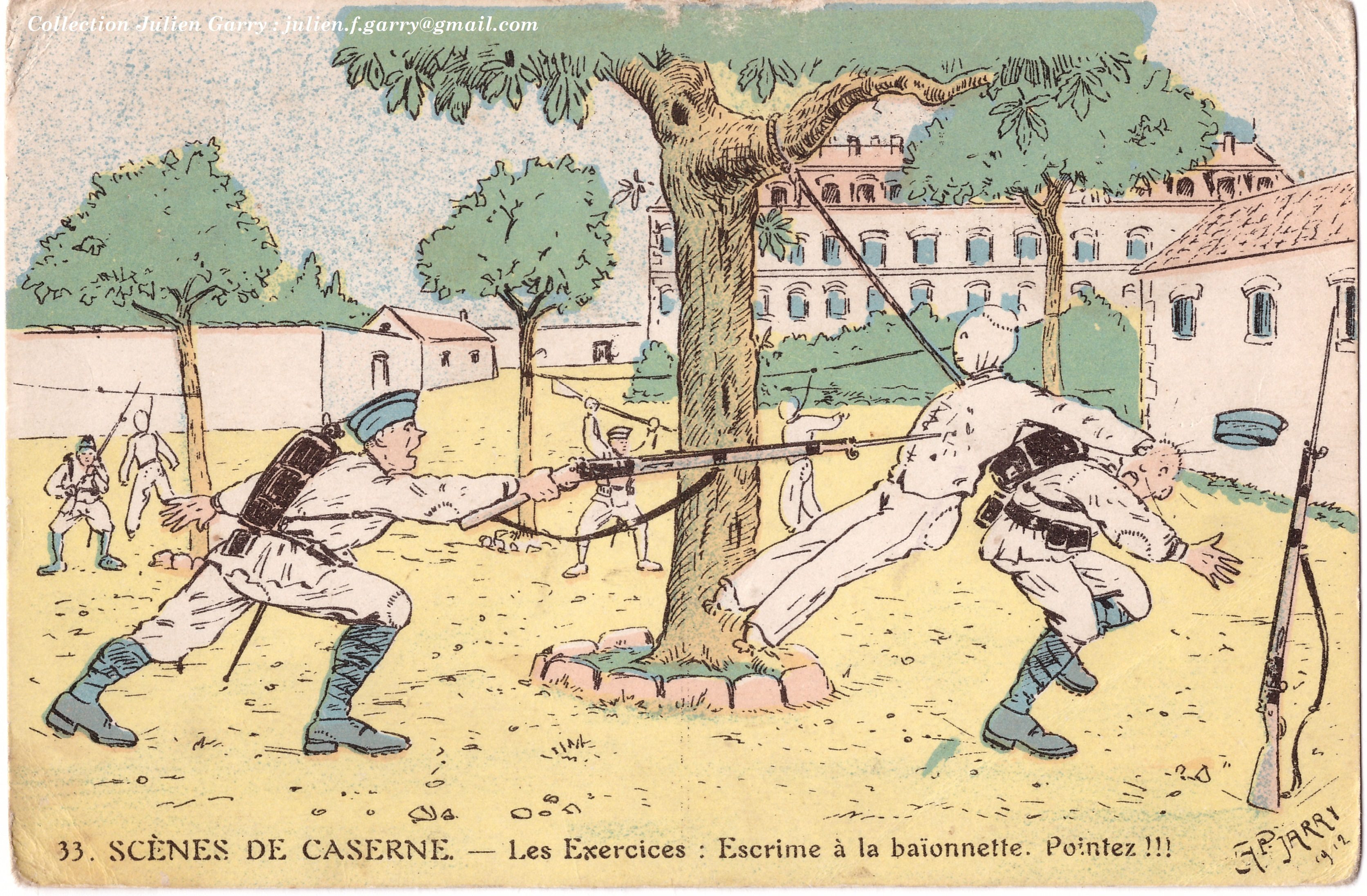
Représentation satirique d'une leçon d'escrime à la baïonnette. Carte postale basée sur un dessin daté de 1912.

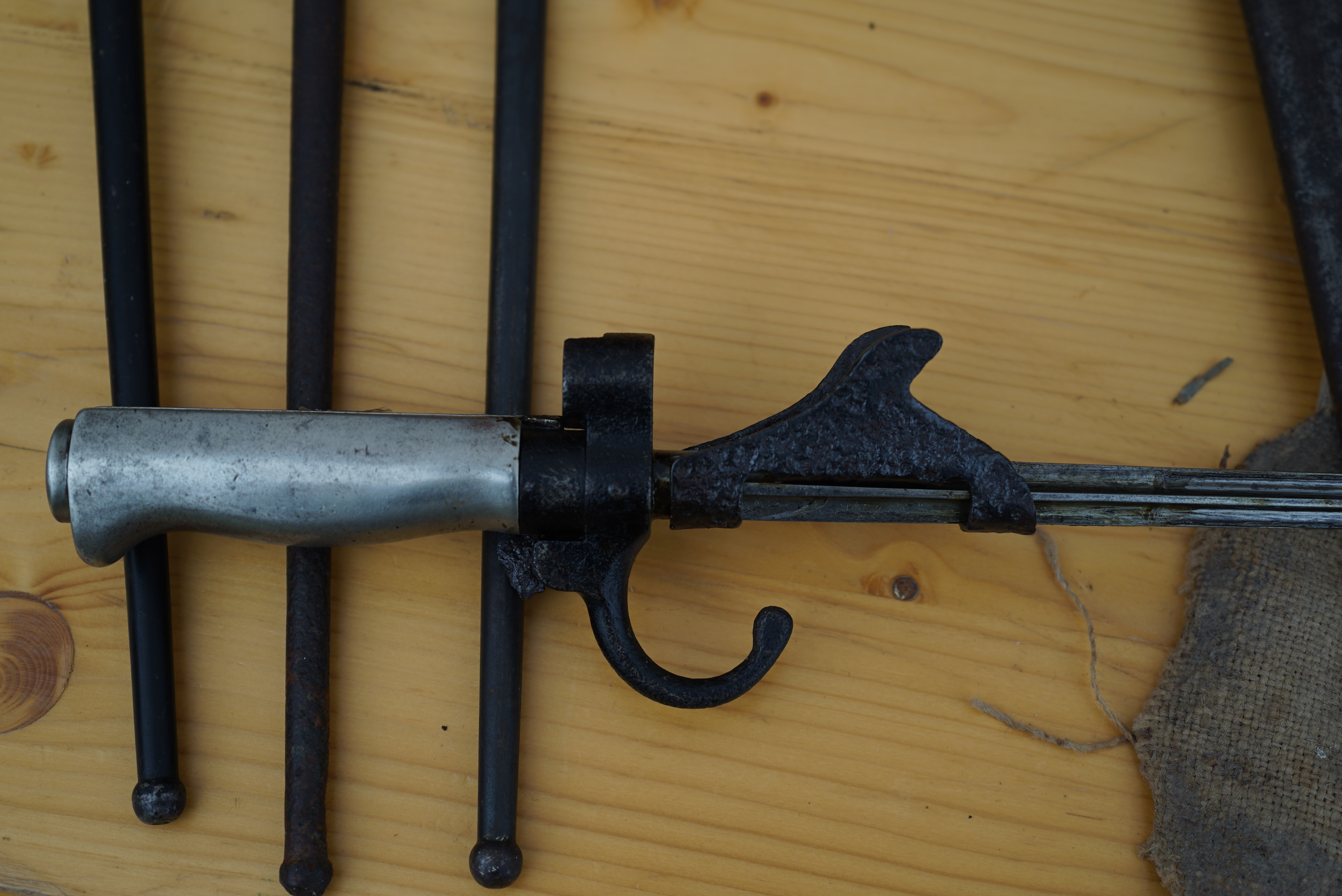
Baïonnette française de la Première Guerre mondiale avec son adaptateur coupe barbelés. Le barbelé bloqué par la partie mobile est coupé par le tir d'une balle.

Son origine remonterait à un événement fortuit. Au cours des conflits sporadiques qui agitèrent les campagnes françaises du milieu du XVIIe siècle, les paysans de Bayonne se trouvèrent à court de poudre et de projectiles. Ils fichèrent leurs longs couteaux de chasse dans les canons de leurs mousquets, confectionnant des lances improvisées. Cependant, d'une part le nom est plus ancien, et d'autre part l'usage de ce type d'armes est déjà mentionné au début du XVIIe siècle chez des mousquetaires à pied qui introduisent le manche de leur « soie de cochon » (fine lame d'épée) dans l'embouchure de leurs mousquets. Les fusiliers du régiment Royal-Artillerie furent les premiers à en être dotés en 1671 à l'initiative de Louvois. En 1703, le roi Louis XIV, suivant l'avis du maréchal de Vauban, interdit l'usage des piques dans l'infanterie, pour y substituer des fusils. Ainsi,

« on a cru pouvoir suppléer au défaut des piques par la bayonnette au bout du fusil. Cette arme est très moderne dans les troupes. [...] Les soldats [du Régiment Royal-Artillerie] portoient la bayonnette dans un petit fourreau à côté de l'épée. On en a donné depuis aux autres Régiments pour le même usage, c'est-à-dire, pour la mettre au bout du fusil dans les occasions. »

— R.P. Daniel, 1721, p. 592
Ainsi la nécessité donna naissance à l'arme auxiliaire qui allait influencer les techniques de l'infanterie européenne, équipant sous l'Empire toute l'infanterie armée et étant utilisée jusqu'au début du XXe siècle.
Les avantages d'une arme cumulant deux fonctions apparurent rapidement. Les premiers mousquets souffraient d'une faible cadence de tir (un tir par minute avec une poire à poudre et des balles) et d'un manque de fiabilité. Les baïonnettes devinrent un complément utile au système d'arme quand la charge de l'ennemi dans la zone de tir utile du mousquet (100 mètres dans le meilleur des cas) ne l'exposait qu'à une seule décharge avant qu'il n'atteigne les défenseurs. Une baïonnette de 30 centimètres de long (certaines tailles réglementaires atteignirent 43 cm lors de la période napoléonienne), sur un mousquet de près de deux mètres assurait une allonge comparable à la lance d'infanterie, et plus tard même de la hallebarde, utilisée auparavant.
Les premières baïonnettes étaient de type « bouchon ». Elles possédaient une poignée cylindrique qui s'ajustait directement à l'intérieur du canon du mousquet empêchant l'arme de tirer.
Plus tard, les baïonnettes à tenon effacent la lame de l'embouchure. La baïonnette se fixe sur l'extérieur du canon par un logement en forme d'anneau. Sur des modèles ultérieurs, elle sera fixée par un cran à ressort sur la bouche du canon du mousquet.
De nombreuses baïonnettes étaient triangulaires et offraient une meilleure stabilité latérale de la lame sans accroissement significatif du poids. Ce modèle ne comportait pas de poignée permettant de l'utiliser indépendamment du fusil.
Les tactiques militaires des XVIIIe et XIXe siècles intégraient diverses charges et défenses groupées utilisant la baïonnette. L'armée britannique était renommée pour son usage de la baïonnette, bien qu'au début du XIXe siècle où les techniques de guerre napoléoniennes se développent, la supériorité d'un tir de salve rapide et régulier permît aux Britanniques d'éclipser leurs adversaires dans les lignes.

## Maniement et escrime à la baïonnette

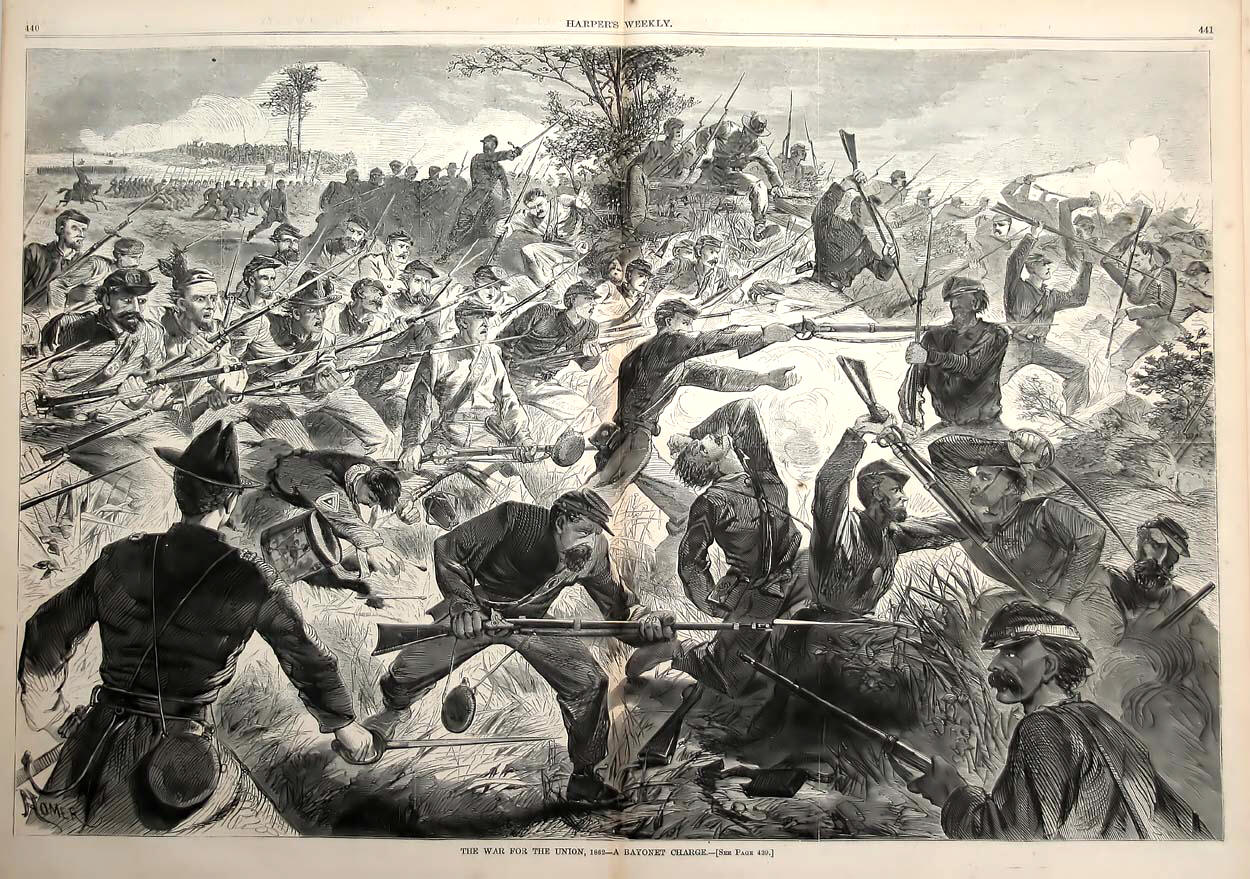
Charge à la baïonnette pendant la guerre de Sécession.

Si le maniement de la baïonnette ne fait pas débat dans les premières décennies de son usage militaire, il devient rapidement un sujet central dans la conception de l'infanterie au XIXe siècle. Alors que quelques auteurs influents de stratégie militaire recommandaient son usage dès la fin du XVIIIe siècle, comme le maréchal Guibert, les campagnes de la République, du Consulat puis de l'Empire offrent le terrain d'expérimentation idéal pour développer les meilleures façon d'utiliser la baïonnette. L'expression Escrime à la baïonnette est très vite employée.

« Je ne puis m'empêcher de remarquer ici combien le fusil, armé de sa bayonnette, me semble une arme supérieure à toutes celles des anciens. Elle pourrait cependant encore se perfectionner : on pourrait surtout tirer un plus grand parti de la bayonnette. Il y aurait une sorte d'escrime à apprendre, pour se servir de cette arme, pour la croiser, pour empêcher d'en gagner le fort, etc. »

Parmi les premiers auteurs de traités ou de manuels d'escrime à la baïonnette en langue française, nous rencontrons ainsi Joseph Pinette, ou Alexandre Müller, des vétérans de l'armée napoléonienne mettant leur expérience au profit de l'armée française.
La discipline évolue, s'adapte et est intégrée au système de formation ordinaire des fantassins. Elle devient même par la suite un symbole de l'infanterie, et l'entrainement à l'escrime à la baïonnette est l'un des incontournables de la représentation de vie de caserne. Le conflit franco-prussien de 1870-1871 met en discussion l'utilité réelle de cette pratique, et sa transposition sur le champ de bataille. Néanmoins, après un bref remaniement, la baïonnette et son usage reviennent en force dans la conception stratégique de l'infanterie française, jusqu'au début de la Première Guerre mondiale.
Dans les autres pays d'Europe, puis du monde, la discipline se diffuse plus ou moins lentement, avec une forte influence française. Ainsi, le premier traité en langue allemande, celui d'Edward Von Selmnitz publié en 1825, est très fortement inspiré de la méthode de Joseph Pinette. Les deux instructeurs se sont d'ailleurs connus en France, lors de la phase d'occupation de la France par les coalisés en 1814.
Les historiens Cédric Marty et Julien Garry ont démontré dans leurs recherches que malgré une obsolescence constatée dans les années 1870 de la pratique, l'escrime à la baïonnette reste un élément majeur de la conception, mais surtout de la communication sur la façon « française » de mener une guerre,. L'escrime à la baïonnette disparaît en France plus ou moins rapidement après la Première Guerre mondiale, avec les leçons tirées de ce conflit.
Au Japon, l'art du combat à la baïonnette est appelé juken jutsu, et dans sa forme moderne, jukendo.

## Types

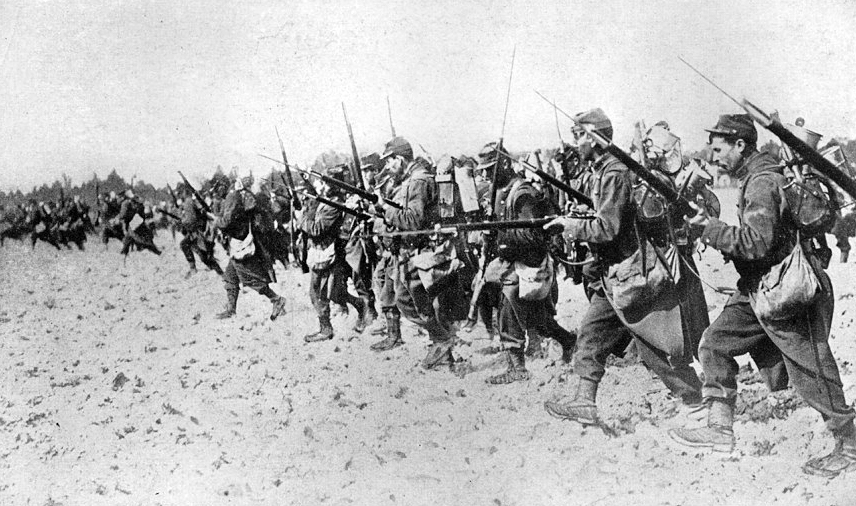
« Une photographie remarquable d'une réelle charge à la baïonnette des soldats français typique du courage et de l'esprit qu'ils affichent dans l'action. ». Épée-baïonnette modèle 1874 en 1913.

La convention de Genève interdit l'usage des baïonnettes dentelées. En effet, les blessures qu'elles entraînent cicatrisent difficilement et ces armes furent considérées comme inhumaines. Pourtant, il n'est pas rare de trouver de tels modèles aujourd'hui.

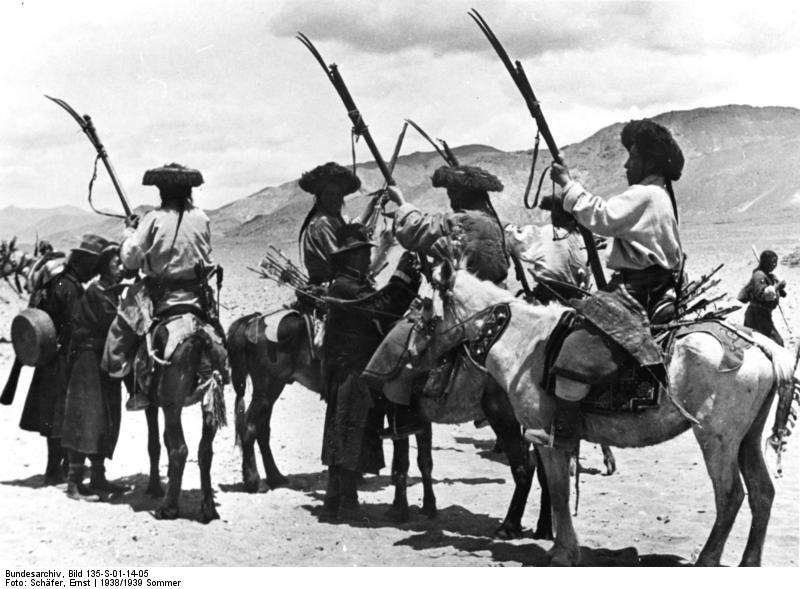
Cavalerie de l’armée tibétaine dans les années 1930. Les mousquets sont équipés de baïonnettes fourchues.

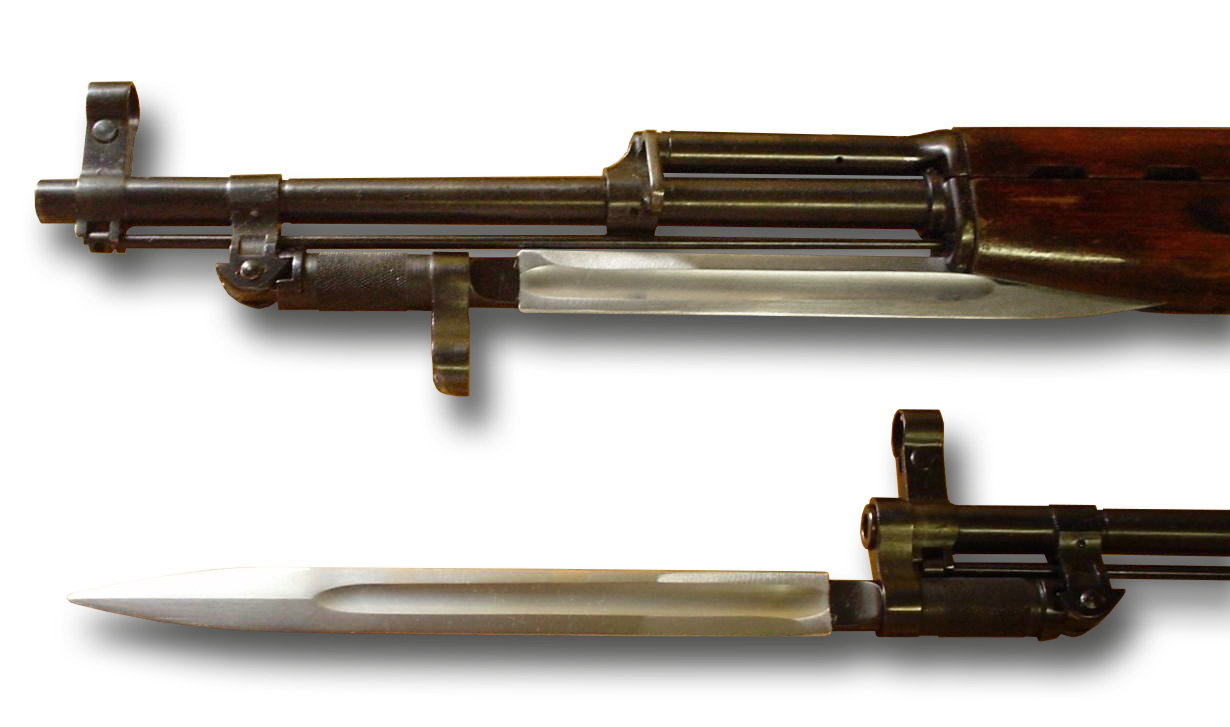
Baïonnette pliante de la carabine SKS (comportant une gouttière).

La plupart des baïonnettes modernes ont une gouttière (visible sur la partie supérieure de la lame). C'est une dépression concave conçue pour réduire le poids. Elle permet aussi à l'air de rentrer dans la blessure, empêchant la création d'un vide, ce qui rend la baïonnette plus facile à retirer après pénétration et moins sujette à rester coincée. En aucun cas cette gouttière n'a vocation à canaliser le sang qui s'égoutte de la lame.
La baïonnette est encore utile à la guerre moderne. Bien que la plupart des combats aient lieu à distance, les opérations de « nettoyage » imposent d'approcher l'ennemi. La baïonnette est utile comme couteau et soutient le moral des troupes au combat. La plupart des armées équipent et entraînent leurs troupes à son maniement.
Le choc (potentiel ou réel) entre combattants lors des combats est un mal nécessaire. L'historien militaire suisse, le colonel Daniel Reichel rappelle au début des années 1980 que selon lui[réf. souhaitée], « l’élément primaire, absolument fondamental du combat, est constitué par le choc ». Le feu et la manœuvre « en sont les compléments nécessaires, certes, mais seul le choc, en définitive, leur confère leur efficacité ». Pourtant, ainsi que le note Ardant du Picq, le choc reste rarissime dans l’histoire de la guerre. En effet, généralement soit une troupe chargée par une autre se disloque et s’enfuit prise de panique avant la collision, soit au contraire elle tient bon et c’est l’assaillant qui reflue avant d’arriver au contact.
Pour s’en convaincre, il convient de constater que la part effectivement occupée par le combat au corps-à-corps n’est pas à la hauteur de sa place dans l’imaginaire. Ainsi, au cours de la période 1792-1815, la baïonnette n’est responsable que de 4,5 % des blessures connues chez les vétérans français. Lors de la guerre de Sécession, on compte seulement 1 % de victimes de blessures par baïonnettes. La Première Guerre mondiale voit pourtant encore son usage lors des montées à l’assaut, complété par l’emploi de couteaux, de pelles, d’armes de poing, de grenades et de lance-flammes, plus efficaces dans l’espace confiné d’une tranchée. Cependant, selon les statistiques du service de santé des armées, les pertes par arme blanche ne dépassent pas 0,9 % en 1914 et disparaissent en 1917.
Ces observations ne reflètent cependant qu’imparfaitement la réalité du combat de contact. Par choc, Reichel ne se limite pas au simple aspect cinétique. Il englobe également l’effet psychologique induit, conduisant « à paralyser la volonté et les réflexes de la défense », « une sorte de révélation brutale et sordide, selon laquelle la situation serait sans issue ». La véritable finalité du choc est donc la perception de l’adversaire et non son intégrité physique produisant un effet de sidération.
La baïonnette moderne sawback U.S. M9, officiellement déployée en 1984, est fournie avec un fourreau spécial qui fait fonction de pince coupante, imitant en cela ce qui avait déjà été fait précédemment par les Russes avec le modèle équipant les AK-47 qui permet de sectionner du fil barbelé. Certaines éditions de la M9 ont une gouttière, d'autres non, selon le sous-traitant qui a fabriqué le lot et le cahier des charges du moment. La  baïonnette M9 remplace la M7 des années 1960, bien que dans la pratique de l'US Marine Corps, le couteau de combat Ka-Bar de la Seconde Guerre mondiale est toujours fourni. Depuis l'été 2004, l'US Marine Corps fournit une petite quantité de baïonnettes de conception différente du M9. Il s'agit d'une lame de 20 cm (8 pouces) sans gouttière adoptant la forme du couteau Bowie.
Les baïonnettes modernes ont souvent la forme d'un couteau avec une poignée et un tenon, ou sont fixées de façon permanente au fusil, comme dans le cas du SKS. Selon le lieu et la date de fabrication d'un SKS donné, il peut disposer d'une baïonnette fixe avec une lame de type couteau (Russie, Roumanie, Yougoslavie, Chine ancienne), cruciforme (Chine moderne) et triangulaire (Albanie) ou d'aucune baïonnette.

## Argot

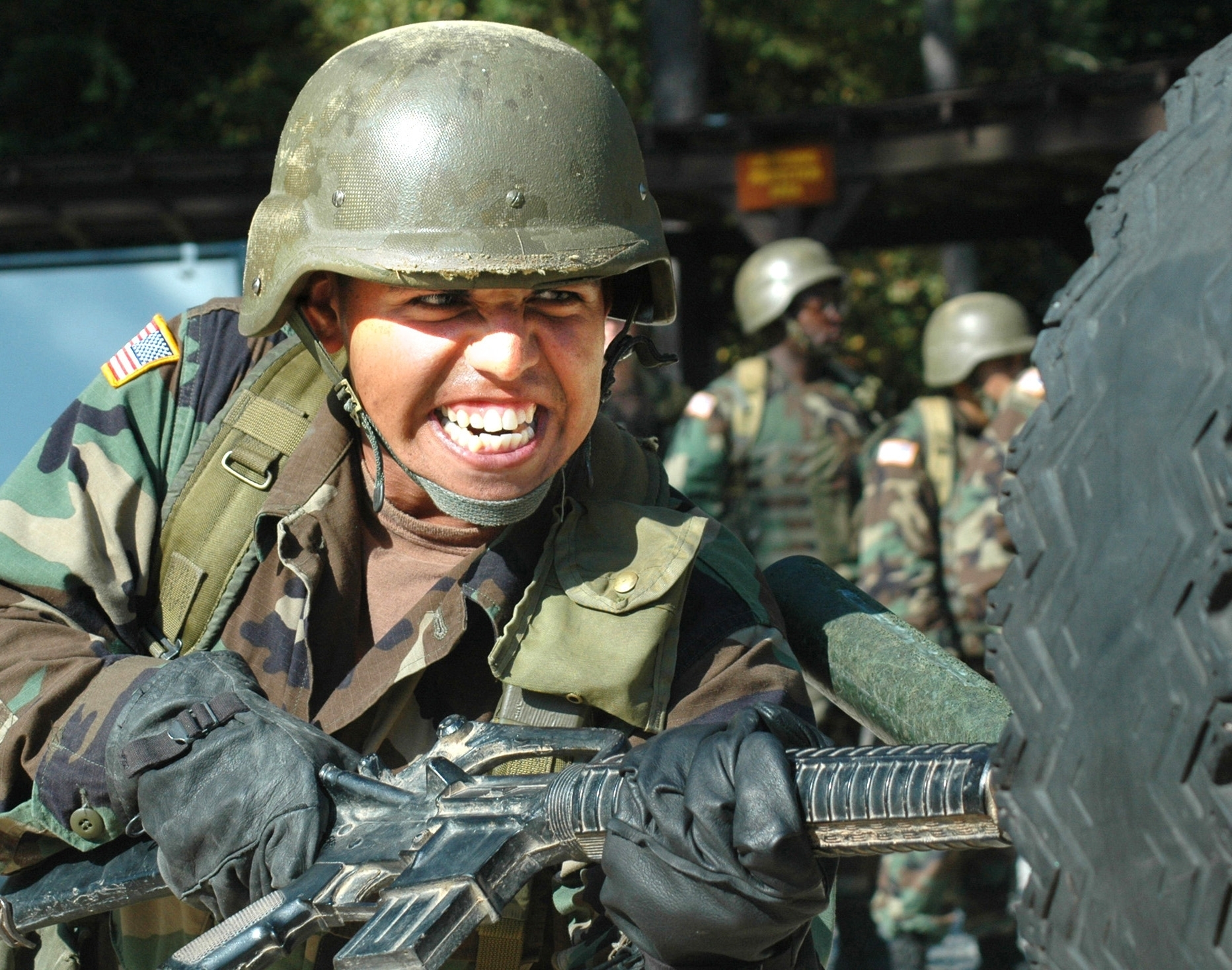
Entraînement à la baïonnette au sein de l'armée américaine moderne.